# Любинцівська гміна
Любинцівська гміна — колишня (1934—1939 рр.) сільська гміна Стрийського повіту Станіславського вооєводства Польської республіки (1918—1939) рр. Центром гміни було село Любинці.
1 серпня 1934 року в Стрийському повіті Станіславівського воєводства було створено  Любинцівську гміну з центром в с.Любинці. В склад гміни входили сільські громади: Хромогорб, Довголука, Гірне, Монастирець, Розгірче, Нижня Стинава, Верхня Стинава і Воля-Довголуцька .
Населення ґміни станом на 1931 рік становило 9393 осіб. Налічувалось 1692 житлових будинків. 